# Entschwefelung (Eisenschmelze)
Entschwefelung nennt man das Entfernen von Schwefel aus Eisenschmelzen.

## Verfahren
Während des Schmelzprozesses wird die Eisenschmelze, insbesondere beim Schmelzen im Kupolofen, mit Schwefel aus dem Koks angereichert (Aufschwefelung). Für die Herstellung von Gusseisen mit Kugelgraphit bei Anwendung von Magnesiumbehandlung mit Vorlegierungen (FeSiMg) darf der Schwefelgehalt in der Basisschmelze nicht höher als max. 0,020 % sein. Um dieses zu erreichen, muss sehr oft zwischen dem Schmelzofen und Behandlungsgefäß noch eine Entschwefelungsstufe eingeschaltet werden.
Theoretisch könnte die Entschwefelung mit allen Stoffen, die eine höhere Affinität zum Schwefel haben als Eisen selbst, durchgeführt werden (z. B. Magnesium, Cer, Calcium, Natrium etc.). Aus wirtschaftlichen und technischen Gründen werden in der Praxis Calciumverbindungen wie Calciumcarbid (CaC2) und Calciumoxid (CaO) angewendet. Das Calcium reagiert mit dem Eisensulfid (FeS) und der Schwefel wird als Calciumsulfid (CaS) in die Schlacke überführt. Die Schlacke wird dann entfernt. Das Problem ist, dass CaS wasserlöslich ist und damit eine Gefahr für Grundwasser darstellt. Aus diesem Grund muss die Entschwefelungsschlacke in abgedichteten Sonderdeponien entsorgt werden.
Um die Reaktion zwischen dem Calciumträger (CaO, CaC2) zu ermöglichen, müssen diese Stoffe feinkörnig sein. Um die Bildung von Passivschicht über die Körner zu reduzieren, wird noch Flussmittel (z. B. Flussspat CaF2) zum Verflüssigen der Schlacke zugegeben. Durch intensive Badmischung – entweder mechanisch oder durch Inertgas (meistens Stickstoff) wird der Kontakt zwischen dem Entschwefelungsmittel und der Eisenschmelze unterstützt. Es werden kontinuierliche oder diskontinuierliche Verfahren in der Gießereien angewendet. 
Am häufigsten verwendete Verfahren ist die kontinuierliche Entschwefelung in einer Zwischenpfanne (so genannte GASAL-Methode), bei der die Durchmischung mit Stickstoff, welcher durch einen porösen Stein in dem Boden der Pfanne zugeführt wird, gewährleistet ist. Der Verweilzeit der Schmelze in der Pfanne liegt bei ca. 6 bis 10 Minuten. Die Temperaturverluste der Schmelze liegen zwischen 80 und 110 °C. Die Schmelze muss nach der Entschwefelung wieder auf die notwendige Behandlungstemperatur aufgeheizt werden.